# Ich kämpfe niemals wieder
Ich kämpfe niemals wieder (Originaltitel: I Will Fight No More Forever) ist ein amerikanischer Fernsehfilm aus dem Jahr 1975, der die Geschehnisse während des Feldzuges gegen die Nez Percé im Jahr 1877 darstellt.

## Handlung
Im Jahr 1877 beschließt die Regierung der Vereinigten Staaten, dass die Nez-Percé-Indianer um Häuptling Joseph ihr heimisches Wallowa-Tal verlassen und in die Lapwai-Reservation ziehen müssen. General Howard, der lokale Militärbefehlshaber des amerikanischen Heeres, wird damit beauftragt, den Nez Percé diesen Befehl zu überbringen und auf seine Einhaltung zu achten. Die Häuptlinge der Nez Percé sind unschlüssig, wie sie hierauf reagieren sollen: Eine Weigerung, in die Reservation zu ziehen, würde einen Krieg mit den Amerikanern bedeuten. Als allerdings eine Gruppe junger Indianer, deren Anführer in einer Auseinandersetzung mit Weißen seinen Vater verloren hat, einen privaten Racheakt an weißen Siedlern ausübt, kommt es zu einer ersten Konfrontation mit amerikanischer Kavallerie und lokalen Freiwilligen. Joseph möchte verhandeln und sendet den Amerikanern eine Gruppe Indianer mit einer weißen Flagge entgegen, die allerdings von den Freiwilligen beschossen wird. Im darauf folgenden Gefecht sind die Indianer siegreich und können die US-Kavallerie vertreiben. Nach dieser Schlacht ist den Häuptlingen der Nez Percé jedoch klar, dass sie fliehen müssen, und sie beschließen, zu den mit ihnen befreundeten Crow nach Montana und eventuell weiter nach Kanada zu ziehen. General Howard nimmt, obwohl er die Motive der Indianer verstehen kann, die Verfolgung auf.
Über beschwerliche Bergpfade gelangen die Indianer nach Montana, wo sie sich in Sicherheit wähnen. Howard hat jedoch eine weitere Heereseinheit unter Oberst John Gibbon herbeigeordert, die das Lager der Indianer am Big Hole River an einem Morgen angreift. Die Indianer können sich sammeln und die Amerikaner zurücktreiben, müssen aber ihr Lager wieder abbrechen und ihre Flucht fortsetzen. Da die Crow ihnen nicht helfen wollen, bleibt ihnen nur noch die Flucht nach Kanada. Einer weiteren Heereseinheit unter Oberst Samuel Davis Sturgis können sie ausweichen, kurz vor der Grenze werden sie allerdings von Nelson Appleton Miles’ Truppen gestoppt, und von Süden naht Howard heran. Einer Gruppe der Indianer um Häuptling White Bird gelingt die Flucht nach Kanada, Joseph dagegen muss vor Howard und Miles kapitulieren. Mit den Worten „Ich kämpfe niemals wieder“ übergibt er sein Gewehr.

## Auszeichnungen
Schnitt und Drehbuch des Filmes waren 1976 bei den Primetime Emmy Awards nominiert.